# インゲノール 3-アンゲラート
インゲノール 3-アンゲラート（ingenol 3-angelate、I3A）は、トウダイグサ科トウダイグサ属 (Euphorbia) 植物、特にチャボタイゲキ (Euphorbia peplus) やEuphorbia drummondiiに含まれるジテルペンエステルである。Ingenol mebutate（医薬品国際一般名）、PEP005（開発コードナンバー）としても知られている。
本化合物は、インゲノールとアンゲリカ酸のエステルである。
日光角化症に対する局所治療薬候補として臨床試験が行われ、2012年1月23日にアメリカ食品医薬品局（FDA）によって承認された。商品名はPicato Gel。

## 効果・副作用
Picato gelは0.015%あるいは0.05%のインゲノール 3-アンゲラートを含み、病変に1日1回、3日連続して塗布する。
一般的な副作用（臨床試験で2%以上）は、局所的な皮膚反応、適用部位の痛み、適用部位の掻痒（かゆみ）、適用部位の炎症、適用部位の感染、眼窩周囲浮腫、鼻咽頭炎、頭痛である。

## 生物活性
インゲノール 3-アンゲラートはジテルペン（インゲナン、チグリアン、ダフナン）エステルに属し、ホルボールエステル類やダフナンエステル類（ダフネトキシン、メゼレイン）と同様にプロテインキナーゼCを活性化する。その他のプロテインキナーゼC活性化剤と同様に抗がん作用を示す。
TPAを含むホルボールエステル類と同様に、類縁体のインゲノール 3-脂肪酸エステルは、強力な発がん促進物質である。
インゲノール 3-アンゲラートはマウス皮膚発がん2段階試験において、発がんプロモーション活性を示さなかった（用量100 nmol; 途中で複数のマウスに腫瘍が発生したものの、背部の壊死性損傷によって腫瘍は消失した）。18週後のマウスの生存率は36%であった（TPA 10 nmolでは96%）。

## 化学
インゲノールエステル類はトウダイグサ属のチュウテンカク Euphorbia ingensから初めて単離された。
インゲノールトリアセタートの構造は1970年に決定された。母核構造のインゲノールの全合成は2002年に報告された。
化合物名ingenolはチュウテンカクの種小名「ingens」とアルコールを示す接尾辞「-ol」から。